# 雪盲症
雪盲症是一種由於眼睛視網膜受到強光刺激引起暫時性失明的一種症狀。雪地對日光的反射率極高，可達到將近95%，直視雪地正如同直視陽光，由於這種症狀常在登高山、雪地和極地探險者上發生，因此稱作雪盲症。未佩戴保護裝置的焊接工人身上，也可能產生類似的症狀。
預防的方法可以佩戴防紫外線的太陽眼鏡、選用聚碳酸酯或CR39的透鏡，或蛙鏡式的全罩式灰色眼鏡，並補充維生素A、維生素B群、維生素C和維生素E等。
若是發生了雪盲症的症狀可以用眼罩、乾淨的紗布覆蓋眼睛，不要勉強用眼，並儘快就醫。一般雪盲症的症狀可在24小時至三天之內恢復。